# Slaget vid Trangen
Slaget vid Trangen var ett fältslag mellan svenska och norska trupper under kriget mellan Danmark-Norge och Sverige 1808–1809. Det utspelades den 25 april 1808 i passet Trangen vid orten Flisa i Hedmark fylke. Svenska trupper under befäl av överste Carl Pontus Gahn omringades och kapitulerade inför norska trupper under befäl av överste Bernhard Ditlef von Staffeldt. Gahn och omkring 450 av hans soldater togs till fånga av norrmännen.

## Bakgrund
Efter den svenska motgången i slaget vid Skabukilen den 13 april, lyckades svenskarna segra vid slaget vid Lier den 18 april, varefter norrmännen drevs tillbaka till Kongsvinger. Generalmajor Gustaf Mauritz Armfelt, som gjorde Lier till sitt högkvarter, ville erövra den strategiskt viktiga befästa staden Kongsvinger genom en kniptångsmanöver med hjälp av överste Gahns "flygande kår". Planen var att Gahn skulle rycka fram med sina trupper över svensk-norska gränsen från byn Medskogen till Åsnes, och därifrån marschera söderut längs floden Glomma till Kongsvinger.
På kvällen den 24 april korsade Gahn den svenska-norska gränsen och flyttade hela sin bataljon västerut längs södra sidan av älven Flisa. Han valde att marschera på natten för att överraska de norska utposterna. I gryningen stod bataljonen nära Flisa, där den stötte på första norska utposten, som omedelbart öppnade eld mot svenskarna och rapporterade om den svenska framryckningen.
De norska trupperna, under befäl av överste Bernhard Ditlef von Staffeldt, hade börjat upprätta en försvarslinje i området under april 1808. Staffeldts brigad bestod av en grenadjärbataljon av det 2:a Trondheimska infanteriregementet under befäl av major Johan Georg Ræder, den södra norska skidbataljonen under befäl av major Frederik Wilhelm Stabell, Lærdals infanterikompani under befäl av kapten Wilhelm Jürgensen och några soldater från Opplands dragonregemente. De norska trupperna delades upp på tre försvarspositioner; huvudstyrkan stod vid Nya, en annan mittemot den svenska framryckningen och ett skidkompani i öster mot Nya. Några soldater beordrades också att korsa isen och därmed komma bakom de svenska linjerna.
Överste Staffeldt var osäker på de svenska planerna och tvekade att ge anfallsorder till sina trupper. Han ansåg att det var mycket osannolikt att svenskarna skulle välja att tåga in i Trangen, en trång passage mellan klipporna Kjelsås och Buttenås, utan såg det som mer troligt att de avsåg att skicka trupper framåt längs huvudvägen på älvens norra sida. Han fruktade därför att det kunde vara en fälla.

## Slaget
När överste Gahns förtrupp stötte på kapten Elias Næglers kompanier i Trangenpasset, gick de till anfall, vilket fick Nægler att kalla på förstärkningar. Efter ungefär en timmes strid såg det fortfarande ut som att de svenska trupperna kunde bryta genom de norska försvarslinjerna. Staffeldt beslöt då att skicka patruller i riktning mot gränsen för att kontrollera om fler svenska soldater var på väg. Majorerna Stabell och Nægler försökte övertala honom att anfalla svenskarna bakifrån, och hävdade att striden skulle förloras om han inte gjorde det. Efter det att spejarna rapporterat att inga fler svenska soldater var på väg, beslöt Staffeldt att anfalla svenskarna.
Anfallet skedde med 500 soldater, uppdelade i två grenadjärkompanier, under befäl av major Ræder, som anföll mitt på vägen, medan skarpskyttarna och skidkompaniet anföll på flyglarna. De framryckande norrmännen drev snabbt tillbaka den svenska eftertruppen vid Gamleseteren mot huvudstyrkan, och Gahn insåg att det fanns en stor styrka som anföll kolonnen bakifrån, vilket hotade svenskarna att omringas. Vad han inte insåg, var att det var norrmännens huvudstyrka. Han valde dock att vända runt på hela bataljonen för att möta angriparna, och beordrade trupperna som höll på att bryta igenom kapten Næglers linjer att dra sig tillbaka för att omgruppera med resten av bataljonen och sedan göra ett samlat motanfall.
Det var under denna fas av slaget som den norske kaptenen Nikolai Peder Dreyer utmärkte sig genom att klättra upp på en tallstubbe för att därifrån leda sin trupp, samtidigt som han sköt mot svenskarna. Två grenadjärer hjälpte honom att ladda om hans vapen så att han kunde skjuta nästan oavbrutet. Den heroiska handlingen bidrog till att öka moralen bland de norska soldaterna. Stubben namngavs senare efter honom. Dreyer blev svårt sårad efter att ha blivit träffad av sju skott, och fördes bort från striden.
Svenskarna lyckades efter upprepade försök driva tillbaka de norska trupperna, men lyckades inte bryta igenom den norska linjen och kunde därför inte dra sig tillbaka längs samma väg som de hade kommit. Situationen förvärrades också för svenskarna,efter det att de anfallits från andra sidan av kapten Næglers två kompanier, vilket tvingade Gahn att bilda fronter åt två håll.
De omringade svenska trupperna kapitulerade efter det att ammunitionen tagit slut. Hela styrkan tillfångatogs, med undantag för ett fåtal soldater som lyckades fly genom skogen. När Staffeldt fick besked om slagets utfall, skickade han trupper under befäl av kapten Nægler mot Medskogen i Sverige. Där tillfångatogs de återstående svenska trupperna, ett detachement under befäl av major Söderhjelm.

## Efter slaget
De tillfångatagna officerarna, inklusive överste Carl Pontus Gahn, fördes till gården Bjørneby, där det norska fältsjukhuset var beläget. Detta fylldes snabbt av de sårade svenska och norska soldaterna. De övriga, oskadda svenska fångarna marscherades till Åsnes kyrka, varefter de senare skickades vidare till Drammen och Lier i Buskerud fylke. Den svårt skadade kaptenen Dreyer fördes till Sønsterud gård i Gjesåsen efter striden, där han dog efter fyra dagar.

## Slagets betydelse
Slaget vid Trangen blev i norsk historia en händelse som gav upphov till heroiska berättelser. Särskilt mot slutet av 1800-talet framhölls Nikolai Peder Dreyers modiga insats, som bedömdes vara avgörande för den norska segern vid Trangen. Minnesmärken har också uppförts dels på platsen för slaget, dels vid kyrkan i Åsnes.
Striden vid Trangen anses dock inte varit av avgörande betydelse för kriget. Det var en svår motgång för Sverige, som dock ungefär vid samma tid segrade i skärgårdsslaget vid Strömstad.
Ytterligare svenska soldater invaderade Norge i maj 1808, men kriget i södra Norge ebbade efter hand ut, även om skärmytslingar skedde vid Prestebakke i Østfold i juni och i september. I juli året därpå gjorde Kristian August ett misslyckat invasionsförsök i Jämtland, men den 25 juli 1809 ingicks stilleståndsavtal. Fredsavtal träffades i Jönköping den 10 december 1809 utan vinst för någon av parterna.
Slaget vid Trangen var den näst sista större militära striden mellan Sverige och Danmark-Norge. Ytterligare en skedde i (det andra) slaget vid Lier 1814.